# Ringåskullen
Ringåskullen este o arie protejată (arie specială de conservare — SAC, sit de importanță comunitară — SCI) din Suedia întinsă pe o suprafață de 166,3 ha, integral pe uscat.

## Localizare
Centrul sitului Ringåskullen este situat la coordonatele 64°15′10″N 17°03′26″E / 64.2527°N 17.0571°E.

## Înființare
Situl Ringåskullen a fost declarat sit de importanță comunitară în mai 2006 pentru a proteja un număr necunoscut de specii din flora spontană și fauna sălbatică aflate în arealul zonei. Situl a fost protejat și ca arie specială de conservare în ianuarie 2014.

## Biodiversitate
Situată în ecoregiunea boreală, aria protejată conține 4 habitate naturale: Lacuri și iazuri distrofice naturale, Taiga vestică, Mlaștini turboase de tranziție și turbării mișcătoare, Mlaștini împădurite.
La baza desemnării sitului se află un număr nedeclarat de specii protejate.